# Août 1808

## Événements
- 1er août : Arthur Wellesley débarque à Figueira da Foz, au Portugal[1].
- 2 août : victoire russe sur la Suède à la bataille de Sandöström[2].
- 8 août :
  - En Russie, Mikhail Speransky est chargé de mener à bien les travaux de la Commission de codification des lois[3].
  - France : visite de Napoléon Ier à la ville nouvelle de La Roche-sur-Yon[4].
- 15 août, France : décret de Napoléon Ier sur l'éducation prévoyant, dans son article 38, que les écoles doivent désormais suivre les « principes de l’Église catholique » et dans son article 109 que les Frères des écoles chrétiennes s’occupent de l’enseignement primaire et forment les instituteurs.
- 17 août : victoire anglo-portugaise à la bataille de Roliça[1].
- 21 août : les Français de Junot sont défaits à Vimeiro au Portugal par le britannique Arthur Wellesley (futur Wellington)[1].
- 30 août : convention de Cintra. Les troupes françaises au Portugal sont évacuées par la flotte britannique[1].

## Naissances
- 19 août : James Nasmyth (mort en 1890), mécanicien et astronome écossais.
- 25 août : Auguste Borget, peintre français († 25 octobre 1877).

## Décès
- 19 août : Frédéric Henry de Chapman (né en 1721), architecte naval suédois.